# Passova greta
Espèce
Passova greta est une espèce de lépidoptères de la famille des Hesperiidae, de la sous-famille des Pyrginae et de la tribu des Pyrrhopygini.

## Dénomination
Passova greta a été nommé par William Harry Evans en 1951.

### Nom vernaculaire
Passova greta se nomme Great Firetip en anglais.

## Description
Passova greta est un papillon au corps trapu gris foncé à extrémité de l'abdomen jaune et à tête rouge. Les ailes sont de couleur gris foncé à marge finement bordée de jaune d'or aux ailes antérieures, largement aux ailes postérieures.
Le revers est semblable.

## Écologie et distribution
Passova greta est présent en Bolivie et au Pérou,.

### Protection
Pas de statut de protection particulier.